# 穆坪紫堇
穆坪紫堇（学名：Corydalis flexuosa）为罂粟科紫堇属下的一个种。